# Anne Fillon
Anne Fillon, nata Soulet (Le Mans, 6 novembre 1931 – Le Mans, 17 agosto 2012), è stata una storica francese modernista, specializzata in storia rurale e professoressa all'Università di Le Mans negli anni '80 e '90.
È la madre di François Fillon, politico, Pierre Fillon, presidente dell'Automobile Club de l'Ouest e Dominique Fillon, musicista.

## Biografia

### Origini familiari e famiglia
Nata Anne Soulet, proveniente da una famiglia originaria del Paese basco francese, è nata il 6 novembre 1931 a Le Mans (Sarthe).
Moglie di Michel Fillon, notaio, lavorò inizialmente come assistente nello studio del marito.
Dal loro matrimonio nacquero quattro figli, uno dei quali, Arnaud, nato nel 1963, morì accidentalmente all'età di 18 anni.

### Professoressa all'Università di Le Mans
Riprendendo gli studi di storia, nel 1982 espose una tesi di dottorato su Louis Simon (1741-1820), staminatore del villaggio di La Fontaine-Saint-Martin, sviluppata sotto la direzione del professor Jean-Marie Constant.
Fu nominata professore a contratto presso l'Università di Le Mans, dove in seguito divenne professoressa.
Durante i suoi anni da professoressa, Anne Fillon ha supervisionato il lavoro dei dottorati di quattro studenti, basati sulla provincia del Maine nel XVIII secolo:
- Sylvie Granger sui musicisti,
- Véronique Pifre sulla povertà,
- David Audibert sui droghieri,
- Benoît Hubert sul mercante Leprince d'Ardenay.

Nella sua veste, ha creato il Centro universitario per la formazione continua e l’associazione “Liaison Université”.

### Morte e funerali
Anne Fillon muore il 17 agosto 2012 a Le Mans, all’età di 80 anni, "dopo una lunga malattia".